# Vincent van den Berg
Vincent van den Berg (Schiedam, 1989. január 19.) holland labdarúgó, 2009 óta az Excelsior Maassluis játékosa. Középpályás, szélső és csatár posztokon is képes játszani.

## Pályafutása
Juniorként az SC Heerenveen csapatában játszott, majd 17 évesen az Arsenalhoz került, az U18 és a tartalék csapatban lépett pályára, leginkább szezon előtti barátságos mérkőzéseken.
Tagja volt annak a csapatnak, amelyik harmadik helyezést ért el a 2005-ös U17-es labdarúgó-világbajnokságon, Peruban.
2008. január 7-én az Arsenal bejelentette, hogy kölcsönadja van den Berget a Go Ahead Eagles csapatának a 2007-2008-as szezon második felére.
Itt a Samsunspor elleni barátságos mérkőzésen lépett először pályára, ahol megsérült, ezért 25 perc után le kellett cserélni. Felépülése után további négy mérkőzésen játszott, de gólt nem szerzett.
2008. augusztus 12-én az FC Zwolle csapatához került kölcsönjátékosként, de sérülései miatt nem lépett pályára.
2009 óta a Excelsior Maassluis játékosa.

## Fordítás
- Ez a szócikk részben vagy egészben  a   Vincent van den Berg című angol Wikipédia-szócikk fordításán alapul.  Az eredeti cikk szerkesztőit annak laptörténete sorolja fel. Ez a jelzés csupán a megfogalmazás eredetét és a szerzői jogokat jelzi, nem szolgál a cikkben szereplő információk forrásmegjelöléseként.